# محمد السيد مصطفى الأزهري
محمد السيد مصطفى الحنبلي الأزهري شيخ الحنابلة في الأزهر الشريف. هو مدرس الفقه الحنبلي و أصوله بالجامع الأزهر.

## مشايخه
- د. مصطفي عمران، أخذ عنه محمد السيد الكلام والمنطق.
- حسن محمود الشافعي، أخذ عنه محمد السيد الأصول.
- عبد الرزاق خفاجة الحنبلي، عضو لجنة الإفتاء في الأزهر حيث قرأ عليه المنتهى.
- عبد الله بن عقيل النجدي، أخذ عنه محمد السيد فقه الحنبلي.
- علي جمعة.